# Флористика (ботаніка)
Флористика (Флорологія) — розділ ботаніки, предметом вивчення якого є флора — історично сформована сукупність видів рослин, поширених на певній території або на території з певними умовами у даний час або в минулі геологічні епохи.

## Опис
Флористика інвентаризує, досліджує, системно описує всі види рослин, що ростуть у певному природному регіоні й становлять його флору. Дані про видовий склад, місцезнаходження рослин, їх екологію є основою для встановлення меж поширення (ареалів) різних видів, виявлення ендемічних, рідкісних елементів і розроблення питань фітогеографії, флористичного районування, раціонального використання фіторесурсів, охорони рослинного світу, генезису і динаміки флори, прогнозування змін під впливом антропогенних факторів. На географію, чисельність і різноманітність Ф.У. впливає фізико-географічне положення країни, геологічна розвинутість, особливості рельєфу, клімату, залягання підземних і поверхневих вод, густота річкової мережі, заболоченість території, специфіка ґрунтового покриву, інтенсивність і територіальні особливості антропогенної діяльності тощо.
Термін «Флористика» часто вживають для позначення описових робіт, об'єктом яких є флори.

## Відомі вчені-флористи
Вчених, що займаються флористикою, називають флористами (флорографами).
- Липський Володимир Іполитович (1863—1937)
- Петер Гребнер (1871–1933)
- Ейса Грей (1810–1888)
- Йоганн Георг Ґмелін (1709—1755)
- Александер фон Гумбольдт (1769—1859)